# Бондаренко Олександр Миколайович
Олександр Миколайович Бондаренко (* 29 червня 1966, Запоріжжя) — український футболіст, захисник та півзахисник. Виступав за збірну України.
Вихованець ДЮСШ міста Мелітополь. 
За збірну України зіграв два матчі, перший 26 червня 1992 року проти збірної США (0:0), другий проти збірної Угорщини.

## Досягнення
- Бронзовий призер Чемпіонату України (1) : 1993
- Срібний призер Чемпіонату Угорщини (1) : 1996
- Фіналіст Кубку Угорщини (2) : 1996, 1997